# Ferran Castillo Oliveras
Ferran Castillo Oliveras (geboren am 3. März 2004 in La Roca del Vallès) ist ein spanischer Handballspieler, der auf der Spielposition Rückraum Mitte eingesetzt wird.

## Vereinskarriere
Castillo debütierte in der Saison 2022/2023 in der Liga Asobal mit der ersten Mannschaft des Vereins Fraikin BM Granollers.

## Auswahlmannschaften
Sein erstes Spiel für Spanien absolvierte er am 19. Dezember 2019 mit der promesas selección, für die er insgesamt sechs Spiele bestritt und dabei 22 Tore warf.
Am 4. November 2021 debütierte er gegen die Auswahl Schwedens in der Jugendnationalmannschaft Spaniens. Castillo nahm als Jugendnationalspieler an der U-18-Europameisterschaft in Montenegro (2022) teil, bei der er mit der Mannschaft Europameister wurde. Bei der U-19-Weltmeisterschaft 2023 gelang ihm mit dem Team ebenfalls der Titelgewinn. Bis Juli 2023 stand er in 34 Spielen im Aufgebot der spanischen Jugendauswahl und erzielte dabei 119 Tore.
Mit den spanischen Junioren, für die er im Januar 2024 erstmals auflief, wurde er U-20-Europameister 2024. Bis Juli 2024 bestritt er mit der Juniorenauswahl 16 Spiele und warf darin 75 Tore.
Für die spanische Männer-Nationalmannschaft wurde Castillo erstmals am 8. Januar 2025 (beim Torneo Internacional de España) eingesetzt.